# Telomer
Telomerul (din gr. telos - capăt și meros - parte) reprezintă o regiune de ADN repetitiv situat la capătul fiecărui cromozom liniar a majorității organismelor eucariote și a unor procariote. Majoritatea procariotelor au unul sau mai mulți cromozomi circulari, neavând nevoie de telomeri. Bacteriile ale căror cromozomi sunt liniari (cum ar fi Streptoyces) au telomeri de natură proteică, fiind diferiți de cei ai eucariotelor. Telomerii compensează pentru mecanismul semi-conservativ al replicării ADN-ului la capetele cromozomilor.
Rolul principal al telomerilor este de a impiedica unirea a doi cromozomi prin unirea neomoloagă a capetelor. De asemenea, datorită prezenței telomerilor, pierderea informației genetice în timpul procesului de replicare este minimă. Telomerii se scurtează odată cu trecerea anilor și din cauza unor maladii. Exista teorii care leagă micșorarea lungimii telomerilor de procesul îmbătrânirii și de apariția unor boli specifice bătrânetii, și implicit, durata vieții individului de lungimea telomerilor. Odată cu diminuarea importantă a telomerilor, cromozomul își pierde stabilitatea și apar numeroase rearanjări cromozomice determinând moartea celulară (apoptoză), sau intrarea într-o stare numită senescență replicativă.

## Structura
Telomerii sunt alcătuiți din cateva mii de repetiții ale unei secvențe scurte de ADN (la om având o lungime de 3 până la 20 kilobaze, plus încă 100-300 kilobaze asociate telomerului care sunt situate între telomer și restul cromozomului). Structura exactă a telomerilor nu este cunoscută, depinzând de secvențele de baze. La vertebrate, inclusiv omul, secvența repetată este TTAGGG, la insecte este TTAGG, iar la plante este TTTAGGG. În timpul interfazei, telomerii sunt cele mai îndepărtate zone ale cromozomilor de centrul nucleului. Deoarece ADN-polimeraza este incapabilă să copie capetele ADN-ului din cromozomi, are loc o permanentă scurtare a telomerilor odată cu fiecare replicare celulară, pierzându-se aproximativ 30-200 repetiții din telomer la fiecare ciclu.
Telomerază este o enzimă specială care controlează și restabilește secvențele repetitive pierdute.Telomeraza este o proteină de a cărei sinteză sunt răspunzătoare anumite gene.La oameni, mutațiile apărute în genele responsabile de reînoirea permanentă a telomerazei și deci implicit a telomerilor,determină boli ereditare caracterizate prin predispoziție la cancer precum și defecte în procesul de reînoire a celulelor STEM (celule-mamă,primitive ,din care se pot reface sau reînoii prin diferențiere în anumite condiții, aproape orice tip de celulă din țesuturile umane)(Blackburn,Szostak și Greider,Nobel Prize- 2009).La majoritatea celulelor, producerea telomerazei este blocată, cu excepția celulelor stem și leucocitelor.